# Nico Carrera
Juan Nicolás Carrera Zarzar (* 6. Mai 2002 in Pachuca de Soto) ist ein US-amerikanisch-mexikanischer Fußballspieler.

## Karriere

### Vereine
Er begann mit dem Fußballspielen in der Jugendakademie des FC Dallas. Im Frühjahr des Jahres 2019 kam er für das Farmteam seines Vereins, den North Texas SC, zu seinem ersten Einsatz im Seniorenbereich in der USL League One. Im Sommer 2020 erfolgte sein Wechsel nach Deutschland in die Jugendakademie von Holstein Kiel. Nachdem er für seinen Verein zu drei Einsätzen in der A-Junioren-Bundesliga gekommen war, wurde er im Sommer 2021 in den Kader der zweiten Mannschaft in der Regionalliga Nord aufgenommen. Im Frühjahr 2022 unterschrieb er seinen ersten Profivertrag und kam auch zu seinen ersten beiden Einsätzen in der 2. Bundesliga. Ende Januar 2023 wurde er für den Rest der Saison an den Drittligisten FSV Zwickau ausgeliehen.
Im Juli 2024 wechselte er in seine Heimat nach Mexiko zu Deportivo Toluca.

### Nationalmannschaft
Carrera absolvierte im Juli 2019 zuerst ein Spiel für die U-17 des mexikanischen Fußballverbandes, bevor er im gleichen Jahr vier Einsätze für die U-17 des US-amerikanischen Fußballverbandes absolvierte und mit ihr an der U-17-Fußball-Weltmeisterschaft 2019 teilnahm.

## Erfolge
- Aufstieg in die Bundesliga: 2024